# Joseph Jastrow
Pour les articles homonymes, voir Jastrow.
 (octobre 2016).
Si vous disposez d'ouvrages ou d'articles de référence ou si vous connaissez des sites web de qualité traitant du thème abordé ici, merci de compléter l'article en donnant les références utiles à sa vérifiabilité et en les liant à la section « Notes et références ».

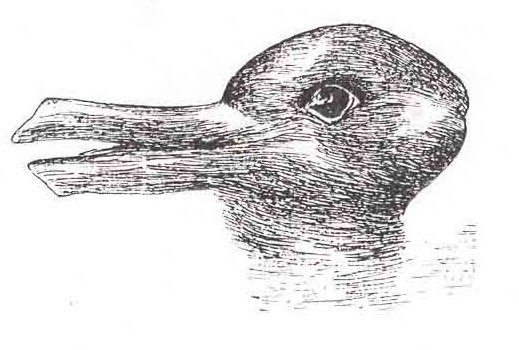
Le canard-lapin de Joseph Jastrow.

Joseph Jastrow, né le 30 janvier 1863 à Varsovie et mort le 8 janvier 1944 à Stockbridge (Massachusetts) est un psychologue et universitaire américain d'origine polonaise. Il est président de l'American Psychological Association en 1900.

## Biographie
Joseph Jastrow naît à Varsovie, dans une famille polonaise et juive. Son père, Marcus Jastrow, est un rabbin et talmudiste. Il s'installe à Philadelphie en 1886, et obtient sa licence et son master à l'université de Pennsylvanie
Joseph Jastrow poursuit ses études doctorales à l’université Johns-Hopkins et devient le premier docteur en psychologie américain, en 1886. Il est ensuite professeur à l'université du Wisconsin, où il se consacre à la recherche expérimentale. Il conçoit ainsi l’« automatographe », un équivalent scientifique de la planche de ouija, qui vise à distinguer les mouvements volontaires des mouvements involontaires. En 1889, il est l’un des deux Américains assistant au premier Congrès international de psychologie, à Paris, avec William James, frère de l’écrivain Henry James, qu’admire beaucoup Jastrow. 
Rentré au Wisconsin, Joseph Jastrow introduit l'usage de l’hypnose dans cette université, dans la lignée de ses travaux sur le volontaire, l’involontaire et l’auto-illusion. En 1893, il dirige le pavillon de la Psychologie lors de l’Exposition colombienne de Chicago. En 1906, il en fait le thème d’un livre, Le Subconscient.
Peu après, les crises dépressives dont Joseph Jastrow souffre depuis la fin des années 1890 s’intensifient. Il s’enferme dans le rêve de bâtir un monument orientalisant en plein Wisconsin. Une fois l’édifice achevé, il s’y claquemure de longs moments pour méditer. C’est alors que sa passion pour l’art le pousse à collectionner et à écrire des traités de théorie esthétique. Parallèlement, il s’emploie à critiquer par voie de presse le nouveau tournant pris par la psychologie, attaquant en particulier les zélateurs de Freud. Accablé par les dettes, il mène une vie de quasi-prestidigitateur, montrant des « trucs » psychologiques au public.
Après 1925, Joseph Jastrow cesse de donner des cours à l’université du Wisconsin et devient journaliste. En 1927, il enseigne à la New School de New York. Il continue à écrire des livres et à écrire pour les journaux, tenant une rubrique syndiquée, « Garder la forme mentalement » (Keeping mentally fit), reprise par un grand nombre de journaux. 
Il meurt le 8 janvier 1944 à Stockbridge.

## Le canard-lapin
Joseph Jastrow est surtout connu pour ses dessins ambigus et ses illusions d'optique, illustrant la question « croit-on ce que l'on voit, ou voit-on ce que l'on croit ? ». En particulier, Wittgenstein, dans ses Investigations philosophiques, et Ernst Gombrich, entre autres, ont commenté son dessin de « canard-lapin », une figure qui peut être vue alternativement comme une tête de canard ou comme une tête de lapin. Cependant, un observateur non averti pourra tout aussi bien n'y voir qu'un canard — ou qu'un lapin.